# NORDEFCO
NORDEFCO (ang. Nordic Defence Cooperation) – zrzeszenie pięciu państw nordyckich – Norwegii, Szwecji, Finlandii, Danii i Islandii. Głównym celem organizacji jest współpraca państw członkowskich w dziedzinie obronności i przemysłu wojskowego. Organizacja została powołana 4 listopada 2009 roku w Helsinkach. Przewodnictwo w organizacji jest rotacyjne.

## Charakterystyka państw członkowskich
|           | Państwo   | Stolica   | Powierzchnia (km²) | Ludność    | PKB per capita (USD) (2019) | PKB w mld (USD) (2019) | Członkostwo w Unii Europejskiej | Członkostwo w NATO |
| --------- | --------- | --------- | ------------------ | ---------- | --------------------------- | ---------------------- | ------------------------------- | ------------------ |
| Norwegia  | Norwegia  | Oslo      | 385 207            | 5 391 369  | 74 822                      | 389,4                  | N                               | T                  |
| Szwecja   | Szwecja   | Sztokholm | 450 295            | 10 327 789 | 53 867                      | 528.9                  | T                               | T                  |
| Finlandia | Finlandia | Helsinki  | 338 145            | 5 531 000  | 46 017                      | 253                    | T                               | T                  |
| Dania     | Dania     | Kopenhaga | 43 098             | 5 822 763  | 56 444                      | 325                    | T                               | T                  |
| Islandia  | Islandia  | Reykjavík | 103 125            | 368 590    | 70 332                      | 23,9                   | N                               | T                  |